# شهرستان جفرسون (آیووا)
شهرستان جفرسون، آیووا (به انگلیسی: Jefferson County, Iowa) شهرستانی در ایالات متحده آمریکا است که در آیووا واقع شده‌است.